# Rochefort-sur-Loire
 Rochefort-sur-Loire  es una población y comuna francesa, en la región de Países del Loira, departamento de Maine y Loira, en el distrito de Angers y cantón de Chalonnes-sur-Loire.

## Demografía
| 1537 | 1618 | 1620 | 1814 | 1877 | 1991 |
| Para los censos de 1962 a 1999 la población legal corresponde a la población sin duplicidades (Fuente: INSEE [Consultar]) |      |      |      |      |      |